# Porto Karas
Porto Karas (gr. Πόρτο Καρράς), także Limani Karas (gr. Λιμάνι Καρράς) – kurort w Grecji, nieopodal miejscowości Neos Marmaras, na półwyspie Sithonia, ok. 100 km na południe od Salonik, w administracji zdecentralizowanej Macedonia-Tracja, w regionie Macedonia Środkowa, w jednostce regionalnej Chalkidiki, w gminie Sithonia. W 2011 roku miejscowość liczyła 95 mieszkańców. Na terenie Porto Carras Grand Resort znajduje się wiele ekskluzywnych i drogich hoteli oraz domów wypoczynkowych.
W 2010 i 2015 zostały tam rozegrane Mistrzostwa świata juniorów w szachach.

## Galeria

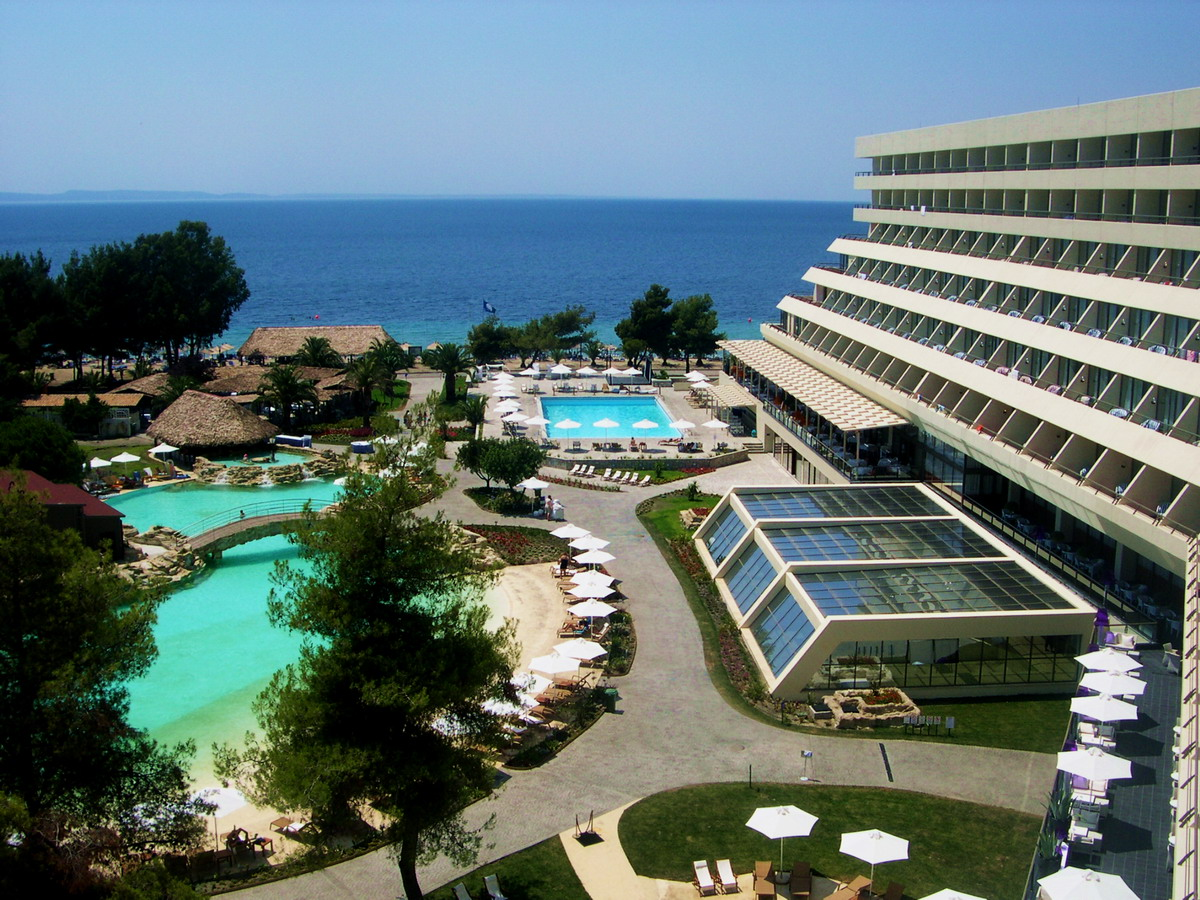
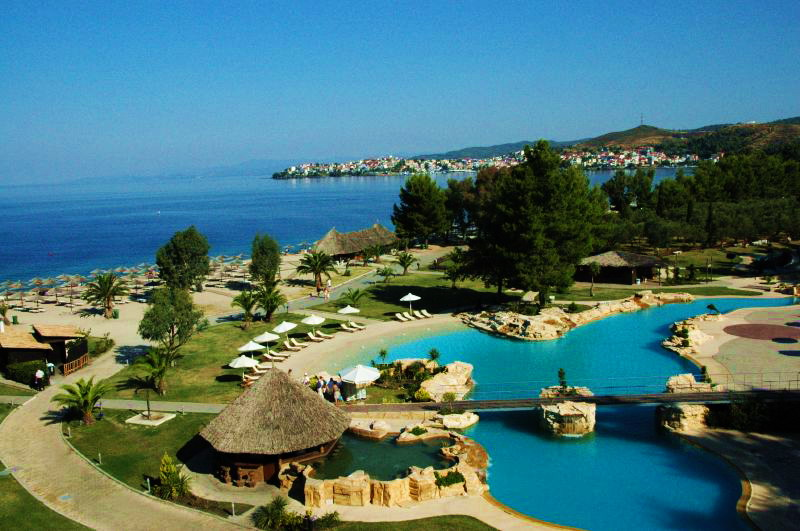
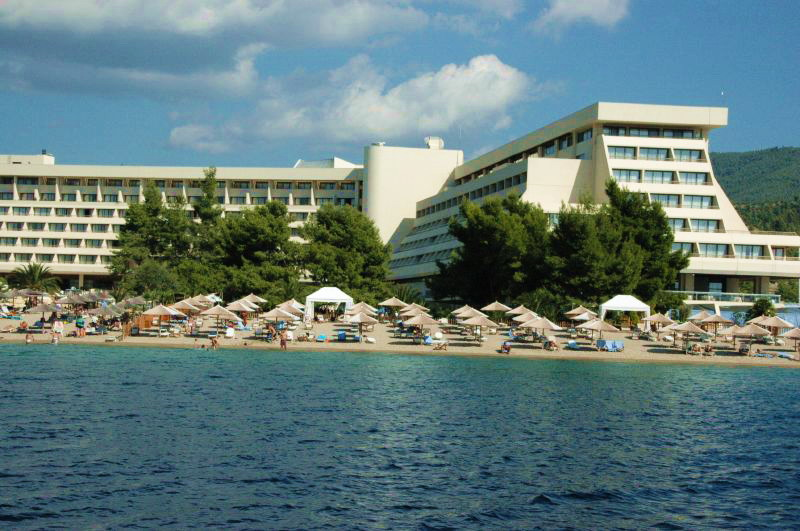